# Real Sociedad
Real Sociedad je španjolski nogometni klub iz San Sebastiána. Osnovani su 17. rujna 1909. i trenutačno nastupaju u La Ligi. 
Nadimak im je Erreala ili txuri-urdin ("plavo-bijeli" na baskijskom). Njihov stadion Anoeta prima 32.200 gledatelja. Ime Real Sociedad dato mu je u čast kralja Alfonsa XIII.
Navijači Reala se zovu Realiste (Realovci).

## Uspjesi
- La Liga
  - Prvak (2): 1980./81. i 1981./82.
  - Viceprvak (3): 1979./80., 1987./88. i 2002./03.
- Copa del Rey
  - Osvajač (3): 1908./09., 1986./87., 2019./20.
  - Finalisti (2) 1927./28., 1987./88.
- Supercopa de España:
  - Osvajač (1): 1982.

## Poznati igrači
| - Juan Gómez - Dietmar Kühbauer - Frédéric Peiremans - Meho Kodro - Biurrun - Luiz Alberto - Julio Cesar Santos Correa - Adriano Fabiano Rossato - Mark González - Victor Bonilla - Igor Cvitanović - Dalian Atkinson - Kevin Richardson - Lionel Potillon - Jérémie Bréchet - Georgi Demetradze - John Aldridge | - Edgaras Jankauskas - Stéphane Collet - Sander Westerveld - Mutiu Adepoju - Bjørn Tore Kvarme - Oceano da Cruz - Ricardo Sá Pinto - Gheorghe Craioveanu - Valeri Karpin - Dmitri Khokhlov - Darko Kovačević - Dragan Mladenović - Lee Chun-Soo - Xabi Alonso - Mikel Alonso - Luis Arconada - Mariano Arrate | - Mikel Arteta - José Mari Bakero - Txiki Beguiristain - Goikoetxea - Alberto Górriz - Juan Antonio Larrañaga - Roberto López Ufarte - Javier de Pedro - Jesus Maria Satrústegui - Urruti - Jesus Maria Zamora - Håkan Mild - Mattias Asper - Arif Erdem - Nihat Kahveci - Tayfun Korkut |

## Poznati treneri
- John Toshack, 1985. – 1989., 1991. – 1994., 2001. – 2002.
- Javier Irureta, 1995. – 1997.
- Javier Clemente, 1999. – 2000.

## Vanjske poveznice
- Službena stranica kluba